# (29744) 1999 BG20
A (29744) 1999 BG20 a Naprendszer kisbolygóövében található aszteroida. A LINEAR projekt keretében fedezték fel 1999. január 16-án.